# 흥덕 김씨
흥덕 김씨(興德金氏)는 전북특별자치도 고창군 흥덕면을 본관으로 하는 한국의 성씨이다.
시조 김이점(金以漸)은 김알지의 후손으로, 조선에서 대호군(大護軍)을 지냈다고 한다.

## 참고 자료
- “흥덕김씨(興德金氏)”. 뿌리를 찾아서.[깨진 링크(과거 내용 찾기)]